# 高山桦
高山桦（学名：[Betula delavayi] 错误：{{Lang}}：文本有斜体标记（帮助））为桦木科桦木属的植物，为中国的特有植物。分布于中国大陆的四川、西藏、云南等地，生长于海拔2,400米至4,000米的地区，多生长在小溪边的丛林中、山坡、山谷和山顶石上，目前尚未由人工引种栽培。

## 异名
- Betula delavayi Franch. var. microstachya P. C. Li
- Betula delavayi Franch. var. polyneura Hu ex P. C. Li